# Targi Lublin
Targi Lublin S.A. – centrum targowo-wystawiennicze w Lublinie z własnym zapleczem i specjalistycznym zespołem branży targowej. Targi znajdują się w południowo-wschodniej części Parku Ludowego. Od 2012 roku kompleks wystawienniczy zajmuje 7 ha.

## Siedziba
W centrum organizowane są imprezy targowe, szczególnie popularne ze względu na bliskie sąsiedztwo wschodniej granicy. Odbywają się tam m.in. targi samochodowe, turystyczne, edukacyjne, ślubne i budowlane; kongresy, konferencje, szkolenia oraz imprezy okolicznościowe.
W lipcu 2010 roku udziały w spółce nabyły Międzynarodowe Targi Poznańskie. Rok później Targi Lublin przystąpiły do realizacji II etapu budowy Regionalnego Centrum Targowo-Wystawienniczego w Lublinie. Wybudowano halę wystawienniczą o powierzchni 10,5 tys. m² z 8 tys. m² powierzchni wystawienniczych, zmodernizowano powierzchnię wystawową w starszej hali, wybudowano dwie sale konferencyjne, zewnętrzny plac wystawienniczy o powierzchni 5 tys. m² oraz parking dla 460 aut.